# Cercle de Leibl

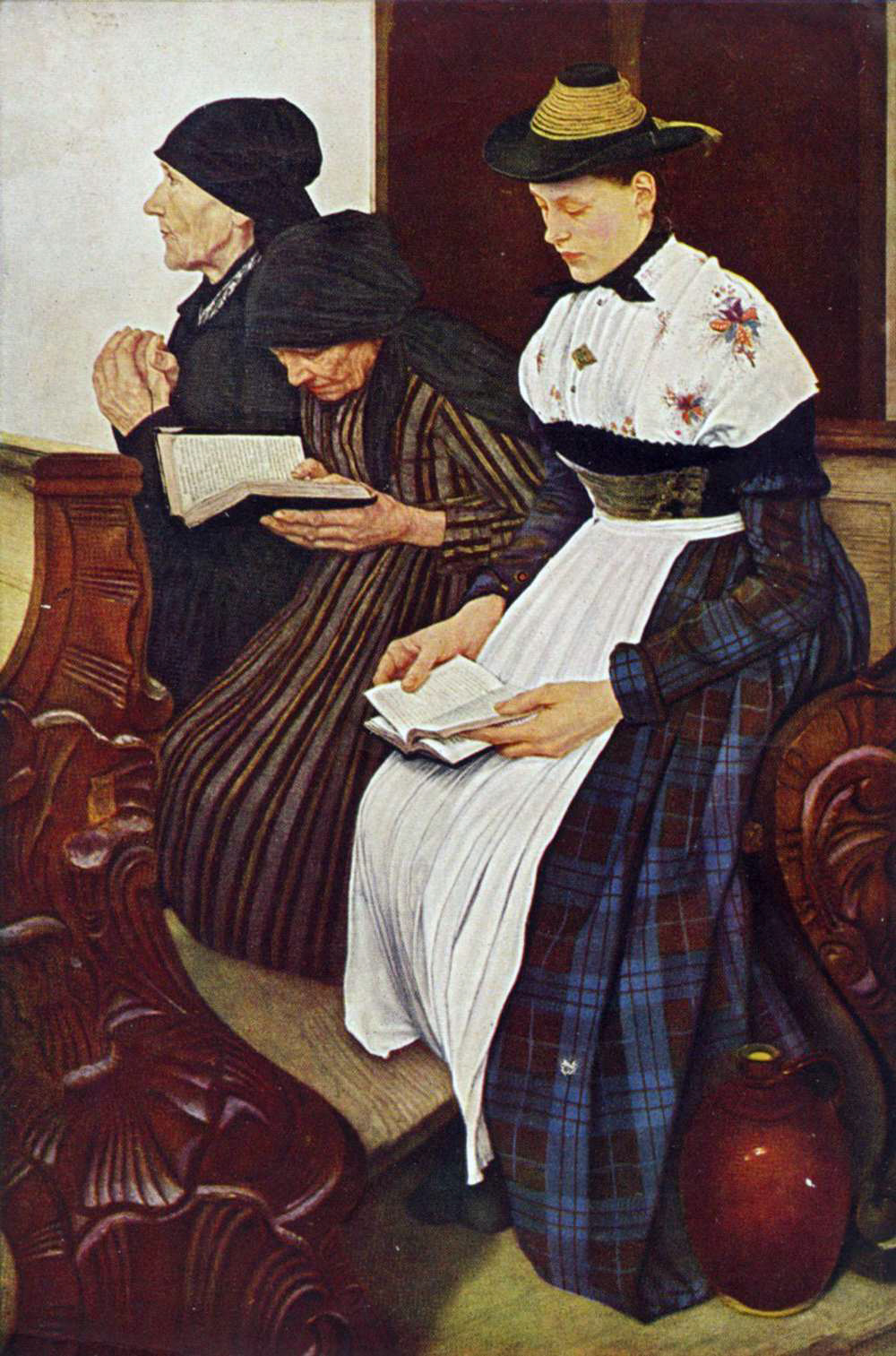
Wilhelm Leibl : Les Trois Femmes dans l'église (1881), Kunsthalle de Hambourg.

Le Cercle de Leibl (Leibl-Kreis) désigne un groupe d'artistes allemands rassemblé autour de Wilhelm Leibl à Munich dans les années 1871-1873. 
Il s'agit d'un cercle d'amis, sans véritable relation de maître à élève, mais avec un style mélangeant des éléments de la peinture hollandaise du XVIIe siècle et provenant de la peinture française contemporaine. En particulier, Wilhelm Leibl était surtout influencé par le réalisme de Gustave Courbet qui fit un important séjour à Munich dans les années 1868-1869,.
Le cercle adopte une technique purement pictural et produit principalement des portraits, des paysages et des natures mortes. 

## Membres du groupe
Membres du Cercle de Leibl :
- Wilhelm Leibl (1844–1900), fondateur du Cercle
- Theodor Alt (1846–1937)
- Louis Eysen (1843–1899)
- Karl Haider (1846–1912)
- Rudolf Hirth du Frênes (1846–1916)
- Albert Lang (1847–1933)
- Victor Müller (1830–1871)
- Johann Ernst Sattler (1840–1923)
- Fritz Schider (1846–1907)
- Otto Scholderer (1834–1902)
- Carl Schuch (1846–1903)
- Johann Sperl (1840–1914), ami intime de Leibl[3]
- Hans Thoma (1839–1924)
- Wilhelm Trübner (1851–1917)